# Reserva índia (Canadà)
Al Canadà, una reserva índia (anglès indian reserve) és especificada per la Llei Índia com una "zona de terra, el títol legal de la qual es confereix en Sa Majestat, que ha estat apartada per Sa Majestat per a l'ús i benefici d'una banda."
Les reserves índies són les àrees destinades als governs de les bandes de Primeres Nacions després del contacte amb l'Estat canadenc ("la Corona"), i no han de ser confoses amb zones reclamades, que implica totes les terres tradicionals que les Primeres Nacions": un territori molt més gran que qualsevol reserva.

## Demografia
Una sola "banda" (govern de les Primeres Nacions) pot controlar una reserva o diverses, endemés algunes reserves poden ser compartides entre múltiples bandes. El 2003, el Departament d'Afers Indígenes va declarar que havia 2.300 reserves a Canadà, que comprenen 28.000 km². Segons Statistics Canada en 2011 hi havia més de 600 Primeres Nacions/bandes índies al Canadà i 3.100 reserves índies arreu del Canadà. Per exemple la Primera Nació Sturgeon Lake, igual que moltes bandes, només té una reserva, la reserva índia Sturgeon Lake Núm. 101. Les reserves Musqueam Núm. 2, Núm. 4, i reserva índia Sea Island Núm. 3 són governades per la banda índia Musqueam, un dels molts exemples en què un sol govern té més d'una reserva. En 2003 el 60% d'indis registrats vivien a les reserves.
Dels 637.660 habitants registrats com a indis de les Primeres Nacions, gairebé la meitat (49,3%) viu en una reserva índia. Aquesta proporció varia arreu del país.
Moltes reserves no tenen població resident; normalment són extensions de terra petites, remotes i no contigües, el que ha portat a ser abandonades, o utilitzades només en temporada (com a territori paranyer, per exemple). Statistics Canada només compta les reserves que estan poblades (o potencialment poblades) com "subdivisions" als efectes del cens nacional. Per al cens del 2011, de les més de 3.100 reserves índies arreu del Canadà, només hi havia 961 reserves classificades com a subdivisions censals (incloses les 6 reserves afegides el 2011). Algunes reserves que eren originalment rural van ser envoltats a poc a poc pel desenvolupament urbà. Montreal, Vancouver i Calgary són exemples de ciutats amb reserves urbanes.

## Govern
Habitualment un cap de banda i un consell poden administrar més d'una reserva com la Nació Cree Beaver Lake amb dues reserves, o els lenapes, que al Canadà és incorporat a la Nació Munsee-Delaware i ocupa la reserva índia de la Nació Munsee-Delaware Núm. 1, que consisteix en tres parcel·les discontigües de terra de 1.054 hectàrees, dins dels Chippewes de la Primera Nació Thames 42 vora Muncy (Ontario), qui anteriorment les havien compartit amb ells i els Chippewes de la Primera Nació Thames com a única parcel·la de terra, Algunes reserves són compartides per múltiples bandes, ja sigui com a campaments de pesca o instal·lacions educatives com Peckquaylis, una reserva al riu Fraser que és utilitzat per 21 bandes índies; antigament era l'Escola Residencial Índia St. Mary i és l'exemple d'una reserva creada en temps moderns. Una altra reserva de múltiples bandes són els pobles Sto:lo a la reserva índia Grass Indian Núm. 15, que es troba a la ciutat de Chilliwack i és compartida per nou bandes.

## Constitution Actde 1867
En 1867 la jurisdicció legislativa sobre "indis i terres reservades per als indis" va ser assignat al Parlament del Canadà a través de la Llei Constitucional de 1867, una major part de la Constitució del Canadà, originalment promulgada com a British North America Act (BNA), on es reconeixia que les Primeres Nacions tenien un estatut especial. Els poders especials cobrien "estatus i drets civil d'una banda i terres índies d'una altra."
En 1870 el govern del nou Domini adquirí la Terra de Rupert, un gran territori a l'Amèrica del Nord britànica, que consistia principalment en la conca hidrogràfica de la Badia de Hudson, que havia estat controlat per la Companyia de la Badia de Hudson per la seva Carta amb la Corona Britànica de 1670 a 1870. Nombrosos grups aborígens vivien al mateix territori i es disputaven la sobirania de la zona. El Domini del Canadà va prometre Gran Bretanya que honraria les disposicions de la Proclamació de 1763 de "negociar amb els seus amerindis l'extinció del seu títol i la separació de reserves per al seu ús exclusiu." Aquesta promesa va portar als tractats numerats.

## Tractats i reserves, abans de 1867
Després de la Proclamació Reial i abans de la Confederació de 1867 es van signar els Tractats d'Alt Canadà (Ontario, 1764-1862) i els Tractats Douglas (Columbia Britànica, 1850-1854). "Alguns d'aquests tractats anteriors a la confederació i posteriors a la confederació reservaven terres, drets de caça, pesca i captura, anualitats i altres beneficis" El governador Douglas de la Colúmbia Britànica, quan es va convertir formalment en colònia en 1858, també va treballar per establir moltes reserves al continent durant el seu mandat, tot i que la majoria d'elles van ser revocades pels governs colonials successors i comissions reials posteriors un cop que la província es va unir a la Confederació en 1871.

## Tractats numerats, 1871-1921
Entre 1871 i 1921, a través dels tractats numerats amb les Primeres Nacions, el govern canadenc va guanyar grans extensions de terra per als colons i per a la indústria al nord-oest d'Ontario, el nord del Canadà i a les planures. Els tractats també foren anomenats Cessió de Terres o Tractats Post-Confederació, El Tractat 1 fou un acord controvertit establit el 3 d'agost de 1871 entre la reina Victòria del Regne Unit i diverses Primeres Nacions del sud-est de Manitoba inclosos els anishinaabemowin i cree dels pantans. Les Primeres Nacions del Tractat 1 comprenen la Nació Brokenhead Ojibway, Fort Alexander (Primera Nació Sagkeeng), Primera Nació Long Plain, Primera Nació Peguis, Primera Nació Roseau River Anishinabe, Primera Nació Sandy Bay i la Primera Nació Swan Lake.

## La Llei Índia de 1876
Els drets i llibertats dels pobles de les Primeres Nacions del Canadà s'han regit per la Llei Índia des de la seva promulgació en 1876 pel Parlament del Canadà. Les disposicions de l'article 91(24) de la Llei Constitucional de 1867, proporcionen al govern federal del Canadà autoritat exclusiva per a legislar en relació amb "els indis i les terres reservades per als indis".
La reserva no cedida de Wikwemikong a l'illa Manitoulin és subjecta a les disposicions de la Llei Índia que regeixen les reserves tot i que les seves terres mai van ser cedides a la Corona per tractat.

## Llei Índia
La Llei Índia dona la Ministre d'Afers Aborígens el dret de "determinar si alguna finalitat per a la qual la terra en una reserva s'utilitza és per a l'ús i benefici de la banda." La propietat de la terra dins la reserva només pot ser transferida a la banda o a membres individuals de la banda. Les terres de les reserves no podran ser confiscades legalment, ni és propietat personal d'una banda o d'un membre de la banda que viu en una reserva subjecta a "càrrega, penyora, hipoteca, embargament, gravamen o execució en favor o a instància de qualsevol persona que no sigui un indi o una banda" (article 89 (1) de laGCa. Indian Act.  Government of Canada, 1985.

### El CMHC a les reserves índies
Mentre que la llei tenia per objecte protegir les possessions índies, les limitacions fan que sigui difícil per a les reserves i els seus residents obtenir finançament per al desenvolupament i la construcció o renovació. Per respondre a aquesta necessitat, la Canada Mortgage and Housing Corporation (CMHC) ha creat un programa de préstecs per a habitatge en les reserves. Els membres de les bandes poden subscriure un contracte de fideïcomís amb el CMHC, i els prestadors poden rebre préstecs per construir o reparar cases. En altres programes, els préstecs als residents de les reserves estan garantits pel govern federal.
Les províncies i els municipis poden expropiar terres de reserva només si són específicament autoritzats per una llei provincial o federal. Poques reserves tenen avantatges econòmics, com ara ingressos de recursos. Els ingressos de les reserves que els tenen, es mantenen en fideïcomís pel ministre d'Afers Indígenes. Les terres de reserva i la propietat personal de bandes i membres residents de la banda estan exempts de tota mena d'impostos, excepte els impostos locals.
Les corporacions propietat de membres de les Primeres Nacions no estan exempts, però. Aquesta exempció ha permès que membres de la banda que operen individualment o en societats vendre a les seves reserves béns altament gravats, com cigarrets, a preus considerablement més baixos que els de les botigues de fora de les reserves. La majoria de les reserves són auto-governades, dins dels límits ja descrits, sota les disposicions establertes per la Llei Índia.
A causa dels tractats d'assentament, algunes reserves indígenes estan incorporats com a viles, com New Aiyansh, Colúmbia Britànica, que igual que les altres reserves nisga'a va ser rellevada d'aquest estatus pel Tractat Nisga'a. De la mateixa manera, les reserves índies de la banda índia Sechelt són ara Districtes de Govern Indi.

## Política pública
Les reserves indígenes tenen un paper molt important en les consultes de les parts interessades de polítiques públiques, especialment quan les reserves es troben en les àrees que tenen valuosos recursos naturals amb gran potencial de desenvolupament econòmic. A partir de la dècada de 1970, les Primeres Nacions guanyaren "el reconeixement dels seus drets protegits per la Constitució." L'estatus especial de les Primeres Nacions està protegit pels seus drets constitucionals (per exemple, peix, caça i fusta). Per a l'any 2002 (Valiente) les Primeres Nacions ja havien "gairebé conclòs 14 acords de reclamacions de terres i autogovern integrals, amb molts altres, principalment al nord del Canadà i Columbia Britànica, en diferents etapes de les negociacions." Les reivindicacions de terres i acords d'autonomia, són "tractats moderns" i, per tant, tenen jerarquia constitucional.

### CEPA 1999
La Llei de Protecció Ambiental Canadenca de 1999 (CEPA), "situa la participació aborigen a la par amb els ministres federals i les províncies en el Comitè Consultiu Nacional." Entre altres coses, la CEPA va aclarir el terme "terra aborigen" en 3 (1): "Les definicions en aquesta subsecció s'apliquen en aquesta Llei", "terra aborigen" vol dir (a) les reserves, terres i altres territoris que es distingeixen per l'ús i benefici d'una banda i que estan subjectes a la Llei Índia." En les seccions 46-50 de la CEPA es va iniciar el l'Inventari Nacional d'Emissions de Contaminants del Medi Ambient del Canadà (NPRI). El NPRI és l'inventari de "contaminants alliberats, eliminats i enviats per al seu reciclatge per les instal·lacions de tot el país". El NPRI és utilitzat per les administracions de les Primeres Nacions en les reserves, juntament amb altres eines d'investigació, per controlar la contaminació, per exemple, les dades del NPRI per a l'Inventari Nacional d'Emissions de Contaminants del Medi Ambient del Canadà (NPRI) va mostrar que la Primera Nació Aamjiwnaang a Sarnia, Ontario era "la zona zero d'Ontario de càrrega més pesada de pol·lució atmosfèrica."

## Qualitat de l'aigua
Pel 2006 aproximadament 100 reserves índies havien tingut avisos d'aigua contaminada i molts altres tenien aigua deficient. La Primera Nació Kwikwasut'inuxw Haxwa'mis, en una illa de la costa de la Colúmbia Britànica, tenia un assessor de contaminació d'aigua des de 1997. En octubre de 2005 "foren trobats alts nivells d'E. coli en l'aigua potable de la reserva de la Primera Nació Kashechewan i els nivells de clor s'havien incrementat a nivells "d'alarma" que causaven problemes a la pell i, finalment, provocaren l'evacuació de centenars de persones de la reserva que costaren aproximadament $ 16 milions.